# Christoph Martin
Christoph Reinhard Dietrich Martin (født 2. februar 1772 i Bovenden, død 13. august 1857 i Gotha) var en tysk jurist, far til Eduard Arnold Martin.
Martin blev 1789 notar i Göttingen, 1796 Dr. jur. sammesteds, privatdocent samme år, ekstraordinær professor 1802, ordentlig professor 1805 sammesteds, samme år ordentlig professor i Heidelberg, hvor han sammen med Heise og Thibaut hørte til det retsvidenskabelige fakultets mest lysende stjerner. Krænket over en hos ham af regeringen foretaget husundersøgelse tog Martin sin afsked og blev 1816 overappellationsråd i Jena, hvor han tillige virkede som professor og søgt retskonsulent, for eksempel i den Bentinkske sag, medens både den preussiske og sachsiske regering overdrog ham legislative hverv. 
Som retslærd var Martin udpræget positivist og praktiker; hans processuelle hovedværker, således Lehrbuch des deutschen gemeinen bürgerlichen Processes (1800, 13. udgave ved Theodor Martin 1862) og Lehrbuch des Teutschen gemeinen Criminal-Processes mit besonderer Rücksicht auf die neueren in Teutschland geltenden Strafprocessgesetze (1812, 5. udgave ved J.D.H. Temme 1857), beherskede under hele 1800-tallet litteraturen og retsundervisningen i Tyskland, i ikke ringe grad supplerede og kommenterede af en række andre forfattere, for eksempel J.K. Gensler. 
I sin Lehrbuch des Teutschen gemeinen Criminal-Rechts mit besonderer Rücksicht auf das im Jahre 1813 publicirte Strafgesetzbuch für das Königreich Baiern (1825, 2. udgave 1829) begrundede Martin straffen som nødværge fra statens side. Foruden en række tidsskriftafhandlinger og lignende skal af Martins øvrige skrifter kun fremhæves Rechtsgutachten mit Entscheidungen des Heidelberger Spruchkollegiums (1808), Anleitung zu dem Referiren über Rechtssachen (1809, 3. oplag 1829), Selectarum dissertationum et commentationum iuris criminalis collectio (I, 1822) og Vorlesungen über die Theorie des deutschen gemeinen bürgerlichen Processes (I—II, 1855—57, under medvirkning af Theodor Martin).